# París-Niza 1984
La París-Niza 1984, fue la edición número 42 de la carrera, que estuvo compuesta de diez etapas y un prólogo disputados del 7 al 14 de marzo de 1984. Los ciclistas completaron un recorrido de 1.187 km con salida en Nanterre y llegada a Col d'Èze, en Francia. La carrera fue vencida por el irlandés Sean Kelly, que fue acompañado en el podio por su compatriota Stephen Roche y el francés Bernard Hinault. 
Sean Kelly consigue su tercera París-Niza consecutiva de las siete que acabaría ganando. 

## Resultados de las etapas
| Etapa                | Fecha       | Recorrido                             | km       | Ganador           | Líder                  |
| -------------------- | ----------- | ------------------------------------- | -------- | ----------------- | ---------------------- |
| Prólogo              | 7 de marzo  | Issy-les-Moulineaux (CRI)             | 4.9 km   | Bert Oosterbosch  | Bert Oosterbosch       |
| 1ª etapa             | 8 de marzo  | Avallon-Chalon-sur-Saône              | 172 km   | Eddy Planckaert   | Jean-Luc Vandenbroucke |
| 2ª etapa, 1º sector  | 9 de marzo  | Chalon-sur-Saône-Bourbon-Lancy        | 101 km   | Sean Kelly        | Jean-Luc Vandenbroucke |
| 2ª etapa, 2.º sector | 9 de marzo  | Moulins (CRE)                         | 34 km    | Panasonic         | Jos Lammertink         |
| 3ª etapa             | 10 de marzo | Moulins- Sant-Etiève                  | 190 km   | Noël Dejonckheere | Jos Lammertink         |
| 4ª etapa, 1º sector  | 11 de marzo | Aurenja-Mont Ventoux                  | 64 km    | Eric Caritoux     | Robert Millar          |
| 4ª etapa, 2.º sector | 11 de marzo | Saut-Miramas                          | 174.5 km | Francis Castaing  | Robert Millar          |
| 5ª etapa             | 12 de marzo | Miramas-La Seyne-sur-Mer              | 174.5 km | Eddy Planckaert   | Sean Kelly             |
| 6a etapa             | 13 de marzo | La Seyne-sur-Mer-Mandelieu-la-Napoule | 182 km   | Stephen Roche     | Sean Kelly             |
| 7ª etapa, 1º sector  | 14 de marzo | Mandelieu-la-Napoule-Niza             | 94 km    | Bert Oosterbosch  | Sean Kelly             |
| 7ª etapa, 2.º sector | 14 de marzo | Niza-Col d'Èze (CRI)                  | 11 km    | Sean Kelly        | Sean Kelly             |

## Etapas

### Prólogo
7-03-1984. Issy-les-Moulineaux, 4.9 km. CRI
|   | Ciclista               | Equipo     | Tiempo |
| - | ---------------------- | ---------- | ------ |
| 1 | Bert Oosterbosch       | Panasonic  | 5' 53" |
| 2 | Jean-Luc Vandenbroucke | La Redoute | + 4"   |
| 3 | Alain Bondue           | La Redoute | + 6"   |

### 1ª etapa
8-03-1984. Avallon-Chalon-sur-Saône, 172 km.
|   | Ciclista          | Equipo                 | Tiempo     |
| - | ----------------- | ---------------------- | ---------- |
| 1 | Eddy Planckaert   | Panasonic              | 4h 37' 38" |
| 2 | Eric Vanderaerden | Panasonic              | m. t.      |
| 3 | Francis Castaing  | Peugeot-Shell-Michelin | m. t.      |

### 2ª etapa, 1º sector
9-03-1984. Chalon-sur-Saône-Bourbon-Lancy 101 km.
|   | Ciclista         | Equipo                 | Tiempo     |
| - | ---------------- | ---------------------- | ---------- |
| 1 | Sean Kelly       | Skil-Reydel            | 2h 41' 03" |
| 2 | Eddy Planckaert  | Panasonic              | m. t.      |
| 3 | Francis Castaing | Peugeot-Shell-Michelin | m. t.      |

### 2ª etapa, 2.º sector
9-03-1984. Moulins 34 km. CRE
|   | Equipo                 | Tiempo   |
| - | ---------------------- | -------- |
| 1 | Panasonic              | 41' 49"  |
| 2 | Peugeot-Shell-Michelin | + 37"    |
| 3 | Safir-Van de Ven       | + 1' 17" |

### 3ª etapa
10-03-1984. Moulins-Sant-Etiève 190 km.
Es puja el coll de Charmes.
|   | Ciclista          | Equipo       | Tiempo     |
| - | ----------------- | ------------ | ---------- |
| 1 | Noël Dejonckheere | Teka         | 4h 54' 25" |
| 2 | Sean Kelly        | Skil-Reydel  | m. t.      |
| 3 | Dries Klein       | Países Bajos | m. t.      |

### 4ª etapa, 1º sector
11-03-1984. Aurenja-Mont Ventoux, 64 km.
|   | Ciclista        | Equip                  | Temps      |
| - | --------------- | ---------------------- | ---------- |
| 1 | Eric Caritoux   | Skil-Reydel            | 2h 02' 16" |
| 2 | Robert Millar   | Peugeot-Shell-Michelin | + 21"      |
| 3 | Raimund Dietzen | Teka                   | + 41"      |

### 4ª etapa, 2.º sector
11-03-1984. Saut-Miramas, 96 km.
|   | Ciclista         | Equip                  | Temps      |
| - | ---------------- | ---------------------- | ---------- |
| 1 | Francis Castaing | Peugeot-Shell-Michelin | 2h 17' 01" |
| 2 | Eddy Planckaert  | Panasonic              | m. t.      |
| 3 | Sean Kelly       | Skil-Reydel            | m. t.      |

### 5ª etapa
12-03-1984. Miramas-La Seyne-sur-Mer, 174.5 km.
Se asciende el col de l'Espigoulier. A 40 km de meta la carrera queda parada momentáneamente por una manifestación. Hinault es empujado y cae la suelo y su reacción es dar puñetazos a los manifestantes.
|   | Ciclista        | Equipo        | Tiempo     |
| - | --------------- | ------------- | ---------- |
| 1 | Eddy Planckaert | Panasonic     | 5h 01' 57" |
| 2 | Sean Kelly      | Skil-Reydel   | m. t.      |
| 3 | Bernard Hinault | La Vie Claire | m. t.      |

### 6ª etapa
13-03-1984. La Seyne-sur-Mer-Mandelieu-la-Napoule, 182 km.
|   | Ciclista        | Equipo        | Tiempo     |
| - | --------------- | ------------- | ---------- |
| 1 | Stephen Roche   | La Redoute    | 5h 06' 49" |
| 2 | Bernard Hinault | La Vie Claire | + 23"      |
| 3 | Sean Kelly      | Skil-Reydel   | m. t.      |

### 7ª etapa, 1º sector
14-03-1984. Mandelieu-la-Napoule-Niza, 94 km.
|   | Ciclista               | Equipo                    | Tiempo     |
| - | ---------------------- | ------------------------- | ---------- |
| 1 | Bert Oosterbosch       | Panasonic                 | 2h 33' 31" |
| 2 | Jean-Luc Vandenbroucke | La Redoute                | + 14"      |
| 3 | Rudy Matthijs          | Splendor-Mondial Moquette | m. t.      |

### 7ª etapa, 2.º sector
14-03-1984. Niça-Col d'Èze, 11 km. CRI
|   | Ciclista      | Equipo      | Tiempo  |
| - | ------------- | ----------- | ------- |
| 1 | Sean Kelly    | Skil-Reydel | 20' 41" |
| 2 | Stephen Roche | La Redoute  | + 1"    |
| 3 | Eric Caritoux | Skil-Reydel | + 2"    |

## Clasificaciones finales

### Clasificación general
| Pos. | Ciclista          | Equipo                 | Tiempo      |
| ---- | ----------------- | ---------------------- | ----------- |
|      | Sean Kelly        | Skil-Reydel            | 29h 41' 50" |
| 2    | Stephen Roche     | La Redoute             | + 12"       |
| 3    | Bernard Hinault   | La Vie Claire          | + 1' 46"    |
| 4    | Michel Laurent    | Coop-Hoonved           | + 2' 35"    |
| 5    | Phil Anderson     | Panasonic              | + 2' 53"    |
| 6    | Robert Millar     | Peugeot-Shell-Michelin | + 3' 39"    |
| 7    | Frédéric Vichot   | Skil-Reydel            | + 3' 52"    |
| 8    | Eric Caritoux     | Skil-Reydel            | + 4' 01"    |
| 9    | Steven Rooks      | Panasonic              | + 4' 11"    |
| 10   | Jean-Claude Bagot | Skil-Reydel            | + 4' 33"    |